# Eirik Hestad
Eirik Hestad (Molde, 26 giugno 1995) è un calciatore norvegese, centrocampista del Molde.

## Carriera

### Club

#### Molde
Hestad ha cominciato la carriera professionistica con la maglia del Molde. Ha esordito in squadra in data 25 ottobre 2012, subentrando a Joshua Gatt in occasione della sconfitta per 2-0 sul campo della Steaua Bucarest, in una sfida valida per la fase a gironi dell'Europa League 2012-2013. È stata l'unica presenza stagionale del giocatore. Contemporaneamente, il Molde si è aggiudicato la vittoria finale in campionato, con Hestad che si è limitato ad alcune presenze in panchina nel corso dell'annata.
Il 29 settembre 2013 ha esordito in Eliteserien: ha infatti sostituito Zlatko Tripić in occasione del pareggio per 1-1 maturato sul campo dell'Haugesund. Ha disputato anche 3 partite nel Norgesmesterskapet 2013, vinto proprio dal Molde: non è stato però neanche in panchina nella finale.
Il 4 ottobre 2014 ha vinto il campionato 2014 con il suo Molde, raggiungendo matematicamente il successo finale con quattro giornate d'anticipo grazie alla vittoria per 1-2 sul campo del Viking. Il 23 novembre successivo, il Molde ha centrato il successo finale nel Norgesmesterskapet 2014, ottenendo così il double. In questa stagione, Hestad ha totalizzato complessivamente 10 presenze tra campionato e coppe.
Il 4 ottobre 2015 ha trovato la prima rete nella massima divisione locale, nella vittoria interna per 4-0 sul Tromsø. Il 1º dicembre successivo ha rinnovato il contratto che lo legava al club per altre quattro stagioni.
Il 9 gennaio 2022 è stato acquistato dai ciprioti del Pafos.
Il 7 luglio 2023, Hestad ha firmato un contratto valido fino al 31 dicembre 2027 con il Molde: il trasferimento sarebbe stato ratificato dal 1º agosto, alla riapertura del calciomercato locale.

### Nazionale
Hestad ha rappresentato la Norvegia a livello Under-17, Under-18 e Under-19. Il 24 settembre 2014 ha ricevuto la prima convocazione in Under-21, selezionato dal commissario tecnico Leif Gunnar Smerud in vista delle amichevoli contro Irlanda e Ungheria. Ha però dovuto dare forfait il 3 ottobre successivo, saltando così le due sfide. Ha debuttato quindi l'8 ottobre 2015, subentrando a Ghayas Zahid nella vittoria per 2-1 sul Kazakistan.

## Statistiche

### Presenze e reti nei club
Statistiche aggiornate al 1º marzo 2025.
| Stagione        | Club            | Campionato      | Campionato | Campionato | Coppe nazionali | Coppe nazionali | Coppe nazionali | Coppe continentali | Coppe continentali | Coppe continentali | Supercoppe | Supercoppe | Supercoppe | Totale | Totale |
| Stagione        | Club            | Comp            | Pres       | Reti       | Comp            | Pres            | Reti            | Comp               | Pres               | Reti               | Comp       | Pres       | Reti       | Pres   | Reti   |
| --------------- | --------------- | --------------- | ---------- | ---------- | --------------- | --------------- | --------------- | ------------------ | ------------------ | ------------------ | ---------- | ---------- | ---------- | ------ | ------ |
| 2012            | Molde           | ES              | 0          | 0          | CN              | 0               | 0               | UCL+UEL            | 0+1                | 0                  | -          | -          | -          | 1      | 0      |
| 2013            | Molde           | ES              | 1          | 0          | CN              | 2               | 0               | UCL+UEL            | 0                  | 0                  | -          | -          | -          | 3      | 0      |
| 2014            | Molde           | ES              | 9          | 0          | CN              | 1               | 0               | UEL                | 1                  | 0                  | -          | -          | -          | 11     | 0      |
| 2015            | Molde           | ES              | 13         | 1          | CN              | 4               | 0               | UCL+UEL            | 3+8                | 0+2                | -          | -          | -          | 28     | 3      |
| 2016            | Molde           | ES              | 21         | 3          | CN              | 3               | 0               | -                  | -                  | -                  | -          | -          | -          | 24     | 3      |
| 2017            | Molde           | ES              | 20         | 0          | CN              | 6               | 0               | -                  | -                  | -                  | -          | -          | -          | 26     | 0      |
| 2018            | Molde           | ES              | 30         | 8          | CN              | 1               | 0               | UEL                | 7                  | 7                  | -          | -          | -          | 38     | 15     |
| 2019            | Molde           | ES              | 28         | 4          | CN              | 2               | 0               | -                  | -                  | -                  | -          | -          | -          | 30     | 4      |
| 2020            | Molde           | ES              | 23         | 4          | -               | -               | -               | UEL                | 5+8                | 1+1                | -          | -          | -          | 36     | 6      |
| 2021            | Molde           | ES              | 17         | 3          | CN              | 2               | 0               | UECL               | 4                  | 0                  | -          | -          | -          | 23     | 3      |
| gen.-giu. 2022  | Pafos FC        | A               | 8          | 0          | CC              | 2               | 0               | -                  | -                  | -                  | -          | -          | -          | 10     | 0      |
| 2022-2023       | Pafos FC        | A               | 22         | 0          | CC              | 2               | 1               | -                  | -                  | -                  | -          | -          | -          | 24     | 1      |
| Totale Pafos FC | Totale Pafos FC | Totale Pafos FC | 30         | 0          |                 | 4               | 1               |                    | -                  | -                  |            | -          | -          | 34     | 1      |
| ago.-dic. 2023  | Molde           | ES              | 11         | 3          | CN              | 1               | 0               | UCL+UEL+UECL       | 1+4+4              | 1+0+1              | -          | -          | -          | 21     | 5      |
| 2024            | Molde           | ES              | 20         | 3          | CN              | 3               | 1               | UEL+UECL           | 5+6                | 0+1                | -          | -          | -          | 34     | 5      |
| Totale Molde    | Totale Molde    | Totale Molde    | 192        | 29         |                 | 25              | 1               |                    | 57                 | 14                 |            | -          | -          | 274    | 44     |
| Totale          | Totale          | Totale          | 222        | 29         |                 | 29              | 2               |                    | 57                 | 14                 |            | -          | -          | 308    | 45     |

## Palmarès

### Club

#### Competizioni nazionali
- Campionato norvegese: 3

Molde: 2012, 2014, 2019
- Coppa di Norvegia: 3

Molde: 2013, 2014, 2023